# Дороти Шекспир
Дороти Шекспир (Острво Вајт, 14. септембар 1886 — Лондон, 8. децембар 1973) била је енглеска уметница. Била је ћерка романописца Оливије Шекспир и супруга америчког песника Езре Паунда. Једна од малог броја жена вортицистичких сликарки, њен уметнички рад је објављен у БЛАСТ-у, краткотрајном, али утицајном књижевном часопису.
Дороти и Паунд су се први пут срели 1909. у Лондону, а након дугог удварања њих двоје су се венчали 1914. године. Од 1920. до 1924. живели су у Паризу, а 1925. настанили се у Рапалу у Италији. Упркос 50-годишњој афери њеног мужа са Олгом Руџ, коју је упознао у Паризу почетком 1920-их, Дороти је остала у браку са Поундом. Године 1926. родила је сина Омара Паунда, којег је њена мајка одгајала у Енглеској. До 1930-их добила је низ породичних завештања, што ју је учинило финансијски независном, али је изгубила велики део новца пратећи Паундов савет да инвестира у фашистички режим Бенита Мусолинија.
Пред крај Другог светског рата, Дороти и Паунд су евакуисани из свог дома у Рапалу, а неко време је живела са Паундом у Руџовој кући. После рата, када је Паунд ухапшен због издаје и затворен због лудила у Вашингтону, она се преселила тамо, свакодневно посећујући, преузимајући контролу над његовим имањем и остала са њим до његовог пуштања на слободу. Вратили су се у Италију 1958. године; 1961. преселила се у Лондон, остављајући мужа да проживи последњу деценију свог живота са Олгом Руџ.

## Рани део живота
Доротини родитељи су били из породица британске индијске војске. Њена мајка Оливија Шекспир, рођена на острву Вајт, живела је своје ране године у Сасексу, а касније у Лондону где су она и њена сестра Флоренс одгајане да живе слободним животом. Године 1885. удала се за Хенрија Хоупа Шекспира (1849–1923), који је своју породичну лозу водио до произвођача ужади у источном Лондону из 17. века и, као и његова супруга, потицао је из војне породице. Образован у Хароу, наставио је да студира право, постао адвокат, а 1875. придружио се адвокатској пракси. Једино дете пара Дороти је рођена девет месеци након што су се њих двоје венчали. Доротина мајка, мала списатељица, била је активна у лондонским књижевним круговима већи део свог живота.
Од свог оца Дороти је научила да слика, а њих двоје су одлазили на село на редовне сликарске екскурзије. Похађала је интернат у Хемпширу и кратко време завршила школу у Женеви, након чега је живела у дому својих родитеља, бавећи се сликањем акварела, читањем, писањем писама и пратећи мајку у друштвеним посетама. Биограф Езре Паунда, Вилхелм, описује је као „светлу, смелу, лепу Енглескињу са осмехом који осваја, иако су је неки људи сматрали хладном“, а Хамфри Карпентер каже да је живела заштићеним животом пре него што је упознала Паунда.

## Удварање
Дороти је упознала Паунда у сопственој кући 16. фебруара 1909. када га је њена мајка, која је недавно упознала младог америчког песника у салону пријатеља у Кенсингтону, позвала на чај. Иако је Оливија била више од 20 година старија од Паунда, била је лепа жена и утицајна у лондонском књижевном друштву, којој је Паунд можда био привучен. Али управо је Дороти, годину дана млађа од Паунда, била запањена његовим присуством, записавши у свој дневник истог дана када га је упознала:
Слушајте то—Езра! Езра! И трећи пут — Езра! Има дивно, лепо лице, високо чело, истакнуто над очима; дугачак деликатан нос, са малим црвеним ноздрвама; чудна уста, никад мирна и прилично неухватљива; четвртаста брада, благо расцепљена у средини - цело лице бледо; очи сиво-плаве; коса златносмеђа и увијена у меке таласасте наборе. Велике гротескне очи, са дугим, добро обликованим прстима и лепим ноктима.
Много година касније рекла је биографу Езре Паунда Ноелу Стоцку да је њено сећање на посету „било веома мутно, све чега се сећала је да је била зима и да је седела на ниској столици поред ватре и слушала“.
Од мајке је стекла интересовање за теозофију и мистицизам. Са својом најбољом пријатељицом и рођаком, Џорџи Хајд-Лис, придружила се Ордену златне зоре. Конкретно, Дороти је била заинтересована за астрологију и питала је Паунда за његов тачан тренутак рођења како би припремила астролошку карту. У својој бележници написала је: „Ти си веома широких погледа — превише. Веома уметнички. Све због боја. Веома осетљива — преосетљива. На веома великој прекретници у животу.... удаћеш се двапут и имати двоје деце.“
Крајем 1909. и почетком 1910. године, уз пратњу мајке, Дороти је похађала Паундова предавања на Лондонском политехничком институту; јуна 1910. мајка и ћерка су отишле у Италију и придружиле му се у Сирмионеу на неколико недеља. Дороти је провела време сликајући, одушевила се језером Гарда, као и Паунд, тврдећи да је то први пут да је видела боју. Касније ће писати Паунду да су дани проведени у Сирмионеу били дубоко дубоки; према Паундовом биографу Џону Тајтелу, током наредне две деценије акварели које је сликала били су са те локације у Италији. Дороти се вероватно сматрала вереном за Паунда након путовања по Италији.
Оливија је ограничила контакт између њих двоје након путовања. Неколико дана пре него што је Паунд требало да оде на продужени боравак у САД, Дороти му је написала обећавајући да ће се придржавати строгости њене мајке и охрабрујући га да следи њен пример: „У случају да те не видим самог у среду, претпостављам да ће током 'изгнанство' ти је забрањено да ми пишеш?.... ако си обећао — немој прекршити реч — немој ми писати!“ Оливија је дозволила Дороти да напише захвалницу када Објављени су Паундови Цанзони — које је посветио Оливији и Дороти — једини случај када је дозволила Дороти да га директно контактира. Џон Харвуд, биограф Оливије Шекспир, пише да се Доротиин недостатак отпора чини екстремним, чак и по едвардијанским стандардима; међутим, он спекулише да су Оливијини мотиви били да задржи Доротино понашање под контролом, док је Паундово понашање игнорисано.

## Заруке
Њих двоје су остали незванично верени све до 1914. године, а Дороти се придржавала друштвених конвенција и чекала дозволу свог оца да се уда. Године 1911. Паунд се вратио из Америке и у октобру је званично пришао Доротином оцу тражећи дозволу да се ожени њом. Паунд је рекао Шекспиру да има загарантовани годишњи приход од 200 фунти поред зараде од писања и Доротиног сопственог прихода од 150 фунти годишње. Шекспир је то одбио на основу недовољног прихода верујући да је Паунд преценио свој потенцијал да зарађује писањем поезије. У исто време, Hilda Doolitle је стигла из Америке, верујући да је верена за Паунда. Волтер Рамел, са којим је Паунд делио собу док је чекао да се његове старе собе у Черч Валк-у испразне, испричао је Хилди о Дороти неколико дана пре него што је Паунд затражио дозволу да се ожени Дороти. Током тог периода Оливија је позвала Хилду у свој дом да је упозна, и била је забринута због напетости између Дороти, Хилде и Паунда, као и због очигледне опсесије њене ћерке Паундом. Оливија је наставила да ограничава контакт између њих двоје, док је Дороти наставила да третира везу као веридбу, упркос кратким недељним или двонедељним посетама под надзором у породичном салону.
Током скоро петогодишњег удварања, Дороти и Паунд су се редовно дописивали, испуњавајући своја писма трачевима о заједничким познаницима као што је T.E. Hulme, Вајлет Хант, Волтер Рамел, Флоренс Фар и Henri Gaudier-Brzeska; осим тога, у својим писмима су делили тривијалне инциденте, информације о породици и исказивали наклоност једни према другима. Били су раздвојени на дуге периоде сваке године када је породица Шекспир посећивала пријатеље и ширу породицу (углавном чланове породице Такер) у земљи, враћајући се у Лондон само на неколико месеци у пролеће и јесен – што је уобичајено за многе викторијанске породице. Углавном се од младих жена тог периода очекивало да се препусте активностима као што су сликање, вез и музика док чекају удају. Дороти је, међутим, захваљујући утицају своје мајке, била добро начитана (и прилично способна да разговара са Паундом који је имао више диплома), добро упућена у музику и талентована уметница. Постала је вешт уметник и током вортицистичког периода била је способна да лако разговара са уметницима као што је Wyndham Lewis кога је упознала у салону своје мајке.

## Брак
Оливија је схватила да је њена 27-годишња ћерка одлучна да се уда за Паунда и 1914. је дозволила да се њих двоје венчају иако је Паунд зарађивао мање него 1911. када је он дао прву понуду. Дороти се 20. априла 1914. удала за Паунда упркос противљењу њеног оца — он је попустио када је пар пристао на цркву, а не на грађанску церемонију. Церемонија венчања одржана је у Ст Мари Абботс, Кенсингтон, ујутру са шест гостију; званични сведоци били су невестин отац и њен ујак Хенри Такер. Као свадбени поклон Оливија им је поклонила два циркуска цртежа Пабла Пикаса.
Дороти и Паунд су се уселили у стан на 5 Холланд Плаце, а Хилда Дулитл, недавно удата за Ричарда Алдингтона, живела је у суседном стану. Хилда је била шокирана и повређена када се Паунд оженио Дороти, а још више шокирана када је открила да је изнајмио стан преко пута у Holland Place. Она и Дороти нису биле у пријатељским односима, а Хилда је писала о њој, „она је неподношљиво критична и никада није била позната по томе да се добро спријатељи са мушкарцем или женом. Она мрзи (каже) децу! Међутим, то може бити мала поза. Помало је зависна од малих манира. Мислим да не може да буде дирљиво осетљива иначе никада не би заглавила Езру." Када је Дороти дошла у [?] у мали стан, одбила је да кува — икад. У ствари, никада није кувала све док није била присиљена током Другог светског рата. Паунд је кувао у већој просторији и радио у малој, боље осветљеној просторији. Израдио је намештај за стан у коме су боравили до 1919. године.
Иако су Дороти и Езра планирали да оду на медени месец у Шпанију тог септембра, избијање Првог светског рата приморало их је да одложе. Уместо тога, живели су са В.Б. Иеатс у Стоне Цоттаге-у за зиму, где је Паунд радио на доказима за други број часописа БЛАСТ. О Дороти, Јејтс је написао: „Изгледа као да јој је лице направљено од Дрезденског порцелана. Гледам је у непрестаном чуду. Тешко је поверовати да је стварна; ипак она проводи све своје дневне сате цртајући најмонструозније кубистичке слике Песникиња Ирис Бери, која је 1930-их писала о фунтама током овог периода, описује Дороти као: „Са [Езром] је дошла госпођа Паунд, нежно се носећи са ваздухом, увек као млада викторијанска дама која клиза, и профил јасан и леп као што је порцелански Kuan-yin“"
Од свог оца је научила пејзажну уметност, али до 1913. њена уметност је показала утицаје јапанских графика. Поред тога, на њу је утицало излагање уметницима као што су Виндем Луис и Анри Гаудије-Бжеска и до 1914. године преузела је сопствени апстрактни вортицистички стил. Године 1915. дизајнирала је омот за Езрин свезак поезије, Рипостес, и дизајнирала кинеске знакове које је додала његовим рукописима. Њен рад је једноставно потписан као "Д.С." и никада није излагао. Her work was simply signed as "D.S." and never exhibited.
Када је објављено прво издање БЛАСТ-а, како би промовисала своје издање, Дороти је шетала Тотенхем Корт Роудом упадљиво држећи авангардни часопис јарких боја да га сви виде.

## Живот у Паризу и Италији
Дороти и Паунд су се преселили у Париз 1920. где су прво живели у хотелу све док нису изнајмили гарсоњеру у улици 70 bis rue de Notre Dame des Champs, малој улици у близини Dôme Café. Са поздравним писмом од Шервуда Андерсона, Хемингвеј је обезбедио позив на чај за себе и своју жену Хедли, која је сматрала да су Доротини манири застрашујући, рекавши за њихов стан да је „сиромашан колико је богат студио Гертруде Стајн“. Без обзира на то, склопили су чврсто пријатељство које је трајало много година, са Дороти која се обратила Хемингвеју за помоћ раних 1950-их, током Паундовог заточеништва у Сент Елизабети.
Током овог периода, Паунд је уређивао, а Дороти је радила као пословни менаџер за четворотомни књижевни часопис The Exile, који садржи дела самог Поунда, Хемингвеја и других.
Године 1923. Паунд је упознао класичну виолинисткињу Олгу Руџ, у коју се заљубио и имао везу до своје смрти. Годину дана касније, 1924, Дороти и Паунд су напустили Париз и отишли у Италију да би Езри дали времена да се опорави након што је патио од упала слепог црева. Кратко су остали у Рапалу, прешли на Сицилију, а затим су се вратили да се населе у Рапалу у јануару 1925. године. Олга је 9. јула 1925. родила њихово дете Марију, у италијанском Тиролу. Дороти је била одвојена од Паунда већи део те и следеће године; придружила се својој мајци у Сијени у јесен, а затим је отишла у Египат од децембра 1925. до марта 1926. године, враћајући се трудна у Рапало. У Паризу у јуну на отварању Паундове опере Le Testament de Villon, Дороти је одлучила да остане и роди дете у америчкој болници. Пошто је Паунд био одсутан када се дете родило, Хемингвеј је довео Дороти у болницу. Омар Паунд је рођен у поподневним сатима 10. септембра 1926. године. Дороти је задржала дечака код себе само кратко; пре његовог другог рођендана послала га је у Лондон где га је Оливија одгајала, а Дороти га је често посећивала.
Када је Оливија умрла 1938. године, оставила је значајан приход Дороти. Године 1931. Оливија је удвостручила приходе Дороти, која је до тада имала додатне приходе у виду разних породичних завештања и дивиденди од улагања. Пошто је њен муж зарађивао само 50 фунти годишње, фунти су живели од Доротиног прихода. Оливија је отворила рачун акција за њу који је убрзо потрошен јер је послушала Паундов савет да инвестира у италијанске акције. Наследила је 16.000 фунти од своје мајке, али током рата новац је био недоступан са имовином из Енглеске која је забрањена за слање у земљу Осовине. Као резултат тога, током ратних година пар се ослањао искључиво на Поундов приход, по први пут од њиховог брака.

## Касније године
Дана 25. новембра 1945, Паунд је оптужен у Вашингтону, под оптужбом за издају. Листа је укључивала емитовање за непријатеља, покушај да се убеде амерички грађани да поткопају владину подршку рату и јачање италијанског морала против Сједињених Држава. Паунд је био болестан на суђењу и враћен је у болницу у Вашингтону, где је подвргнут психијатријској процени. Недељу дана касније примљен је у болницу Свете Елизабете и распоређен на одељење за лудаке до фебруара 1947. У немогућности да обнови пасош Дороти је стигла у САД тек у јуну, када је њен муж, тада проглашен 'правно неспособним', смештен у њеној надлежности. Дозвољене су јој ретке посете све до његовог пресељења у Chestnut Ward следеће године — што је резултат жалбе коју је она покренула. Преселила се у суморан стан у којем је живела 12 година, посећујући мужа сваког поподнева. Tytell пише да је имала „генерално смирујући, умирујући утицај“. Она је куцала његова писма, понашала се као његов повереник, штитила га од нежељених посетилаца и водила разговоре међу посетиоцима који су хрлили да посете песника, посебно 1950-их. Међутим, није успела да задржи Паунда од „себе“ како пише Тителл, неспособна да спречи пријатељство свог мужа са екстремно десничарским активистима као што је Џон Каспер. Штавише, Паунд је наставио да се интересује за друге жене. У Chestnut Ward-у га је посетила Шери Мартинели, бивша манекенка према Тајтелу, на коју се Дороти пожалила у писму управнику болнице Винфреду Оверхолзеру. Мартинелија је тада заменила Марчела Спан, „наивна млада учитељица енглеског из малог града у Тексасу“.
У априлу 1958. Арчибалд Маклиш је покренуо кампању за Паундово ослобађање која је била успешна. Остао је у Ст. Елизабетх наредних месец дана, чекајући пасош, паковање књига и папира који су били ускладиштени у Доротином стану, и напустио болницу почетком маја. У јуну су се Дороти и њен муж, путујући са Марчелом, која сада номинално обавља као Паундова секретарица, укрцали на брод за Италију. По доласку их је у Верони дочекала Мери, Паундова ћерка са Олгом, а одатле су отпутовали у њен дом у Јужном Тиролу, Дворац Brunnenburg. У јануару 1959. тензије између три жене постале су неподношљиве. Дороти, која је живела у свом делу замка, одржавала је законско старатељство и контролисала његова средства. Неколико месеци касније, Дороти је одвела Паунда и Марчелу у Рапало да посете Олгу, а затим је отпутовала кроз Италију. У Сирмионеу је Паунд почео да прича о удаји за Марчелу, а Дороти је искористила своју законску моћ: до краја лета Марчела, 40 година млађа од Паунда, враћена је у САД. Паунд је 1960. године пао у период лошег здравља који је трајао током првих месеци 1961. Дороти га је на крају довела у Рапало, и неспособна да се носи са њим, предала је његову бригу Олги.
Дороти се вратила у Лондон где је живела до краја живота. Када је 1970. Ноел Стоцк објавио оно што је требало да буде дефинитивна биографија живота њеног мужа, Дороти је одобрила коначну верзију. Паунд је умрла у Венецији 1972, али није присуствовала сахрани. Умрла је годину дана касније, 1973. године.

## Вортицизам
Музеј уметности Нешер на Универзитету Дјук одржао је изложбу под називом The Vorticists: Побуњени уметници у Лондону и Њујорку, 1914–18 од 30. септембра 2010. до 2. јануара 2011. укључујући слику Шекспира.

## Спољашњи извори
- Nasher Museum Vorticist exhibition
- The Women Vorticists
- Pound Family Postcards A collection of 268 postcards collected by Dorothy (Shakespear) Pound containing correspondence between her and her friends and family.